# Korunk Galéria

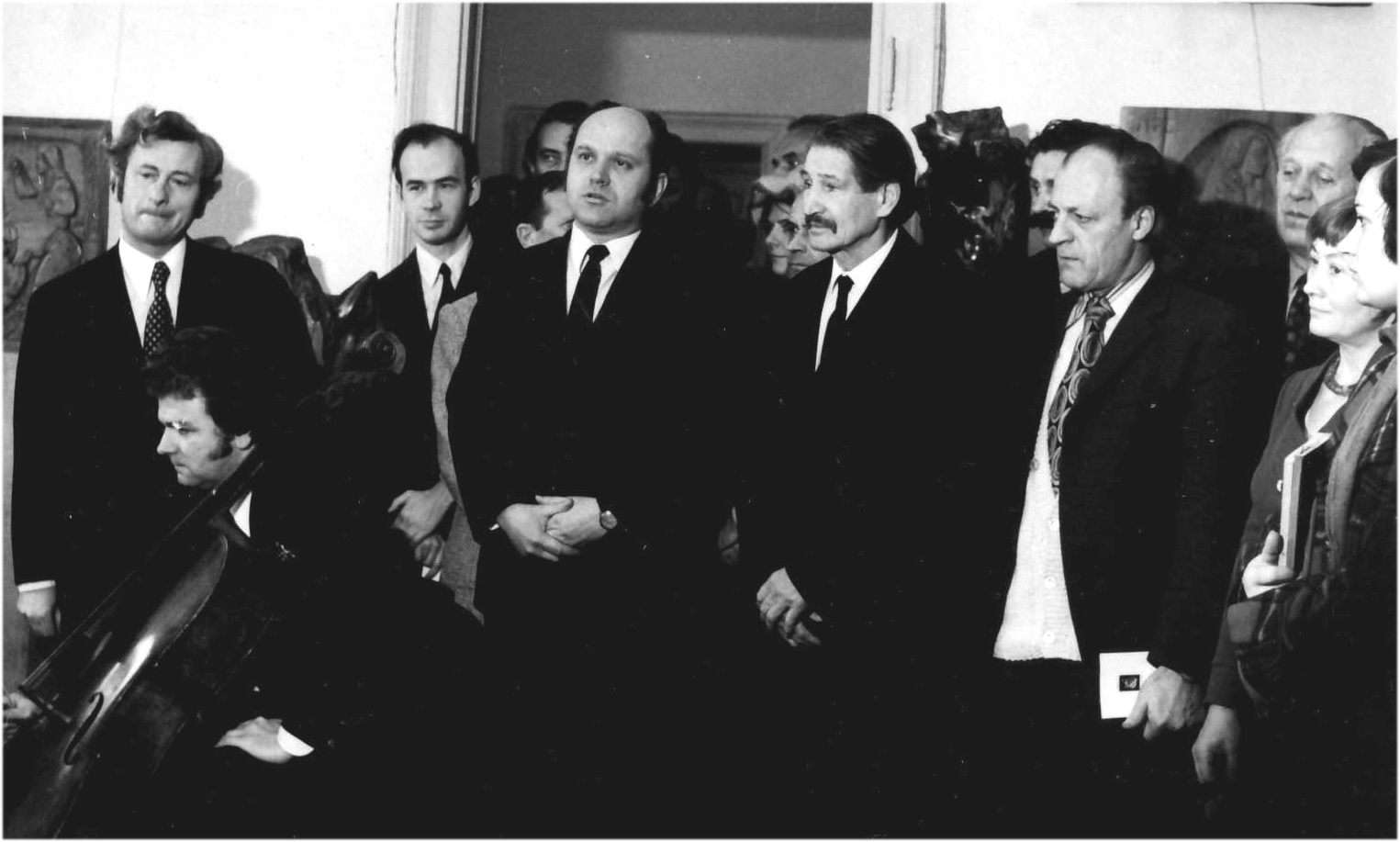
A Korunk Galéria egyik kiállításán (balról jobbra: Banner Zoltán, Gaal György, Kántor Lajos, Szervátiusz Jenő)

Korunk Galéria – a Korunk folyóirat kolozsvári szerkesztőségi helyiségeiben (1973 márciusától 1974 októberéig a Szabadság tér 4-5. szám alatt, 1974 decembere és 1986 júliusa között, majd 1990-től újra a Mócok útja elején, a régi vármegyeháza földszinti folyosójáról nyíló két teremben) működő, időszaki képzőművészeti kiállításokból kinőtt, részben önállósult intézmény, elsősorban a romániai magyar festőművészet, grafika, szobrászat, fotó- és iparművészet otthona. Kezdetben főként a folyóirat képzőművész-munkatársait látta vendégül, pályakezdő fiataloknak és a hivatalos kiállítóhelyiségekbe nehezen bejutó, el nem ismert idősebbeknek biztosított nyilvánosságot.

## Története (1975-1990)
1975 óta olyan művészek tárlatai váltották egymást, mint Fülöp Antal Andor, Balázs Péter, Deák Ferenc, Incze János, Nagy Albert, Balázs Imre, Gy. Szabó Béla, Kós Károly, Szervátiusz Jenő, Nagy Imre, Mohy Sándor. A szombat déli megnyitókon szerkesztők, írók, műkritikusok mutatták be az ország különböző részeiből érkező képzőművészek, ill. az Erdélyből elszármazottak (Barcsay Jenő, Buday György, Dési Huber István, Bartha László) munkáit. Meghonosodtak a művészi műsorok, a Kolozsvári Állami Magyar Színház, a helyi Filharmónia tagjai, a Zeneművészeti Főiskola tanárai és diákjai léptek föl a leggyakrabban; a színművész Boér Ferenc vers- és próza-összeállítást adott elő, Banner Zoltán önálló előadóműsoraival szerepelt.
Sor került tematikus, ill. gyűjteményes kiállításokra is, az eseményhez közvetlenül kapcsolódó irodalmi és zenei kísérettel. Jellemző címek: Ady Endre emlékére (1977); A Forrás költői és grafikusai (1978), Grafikusok a szülőföldről (1978), Nagybányaiak Kolozsvárt (1979), Bartók Béla emlékére (1981), Vázlat – Jelzések (1981), Napsugár (1982), Színház – Fotó – Grafika (1982), Arany János – Kodály Zoltán (1982), Madách Imre (a Korunk Galéria 200. kiállítása, 1983. június 4.), Építészeti tervek a holnap Kolozsvárához (1983), Három kalotaszegi festő (1983), Homoródi tájak (1984), Kolozsvár terei (1984), Kalevala (1985), Bánffyhunyadi alkotók (1985). Itt került közönség elé Cseh Gusztáv Hatvan főember (1981) és Jeles házak (1984) c. rézkarc-sorozata. Helyet kaptak népi alkotók (fazekasok, parasztfestők, szövőasszonyok, fafaragók, fémdomborítók) is.
A kiállítók által adományozott munkák a székelyudvarhelyi képtárba kerültek, az állandó Korunk Galéria elnevezésű gyűjteménybe.
1974 januárjától (Paulovics László festészeti kiállításától) a tárlatokra nyomtatott katalógus készült, írók, művészettörténészek szövegével. A Korunk Galéria három művészi kiállítású füzettel szerepelt a Korunk-kiadványok sorában.
A sorozatos akadályoztatások (a katalógusok s a megnyitók irodalmi, majd zenei műsorának letiltása) után 1986 nyarán, a jubileumi 250. kiállítás küszöbén felfüggesztett Korunk Galéria közel négyévi kényszerű szünet után 1990. április 12-én indult újra kortárs festők munkáinak bemutatásával, jeles előadóművészek (Boér Ferenc, Bíró József, Kriza Ágnes) fellépésével.

## Kiadványaiból
A Korunk Galéria első három füzete Kántor Lajos és Ritoók János szerkesztésében jelent meg: Galéria 50 (1976); Korunk Adyja (1977); Szülőföld (1978).